# NGC 1242

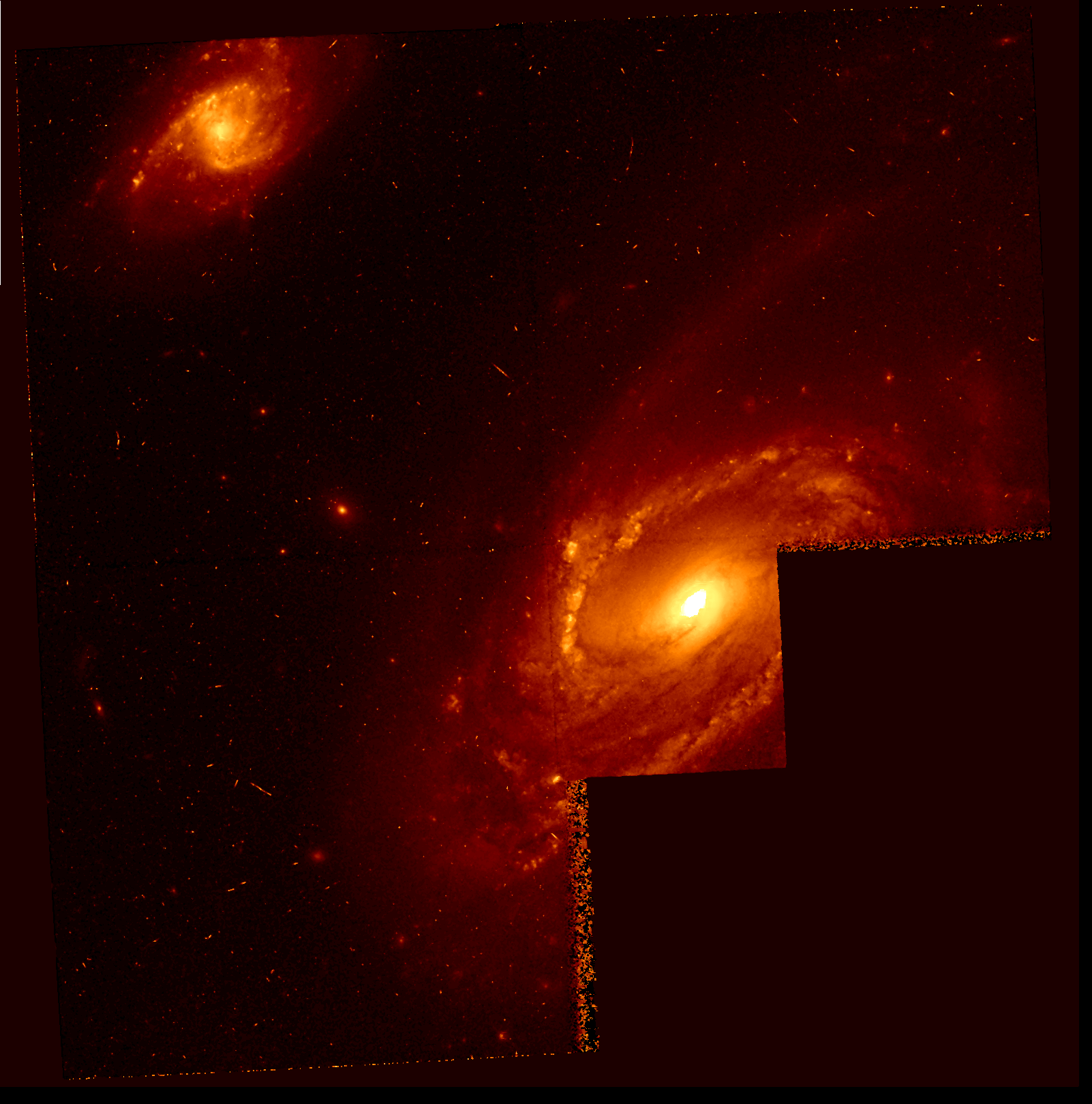
NGC 1241 et NGC 1242 (en haut) par le télescope spatial Hubble.

NGC 1242 est une galaxie spirale barrée située dans la constellation de l'Éridan. Elle a été découverte par l'astronome germano-britannique William Herschel en 1786.

## Caractéristiques
Sa vitesse par rapport au fond diffus cosmologique est de 3 850 ± 12 km/s, ce qui correspond à une distance de Hubble de 56,8 ± 4,0 Mpc (∼185 millions d'al).
À ce jour, trois mesures non basées sur le décalage vers le rouge (redshift) donnent une distance de 65,400 ± 2,498 Mpc (∼213 millions d'al), ce qui est tout juste à l'extérieur des valeurs de la distance de Hubble. Notons cependant que c'est avec la valeur moyenne des mesures indépendantes, lorsqu'elles existent, que la base de données NASA/IPAC calcule le diamètre d'une galaxie et qu'en conséquence le diamètre de NGC 1242 pourrait être d'environ 20,3 kpc (∼66 200 al) si on utilisait la distance de Hubble pour le calculer.
La classe de luminosité de NGC 1242 est III et elle présente une large raie HI.

## Groupe de NGC 1241

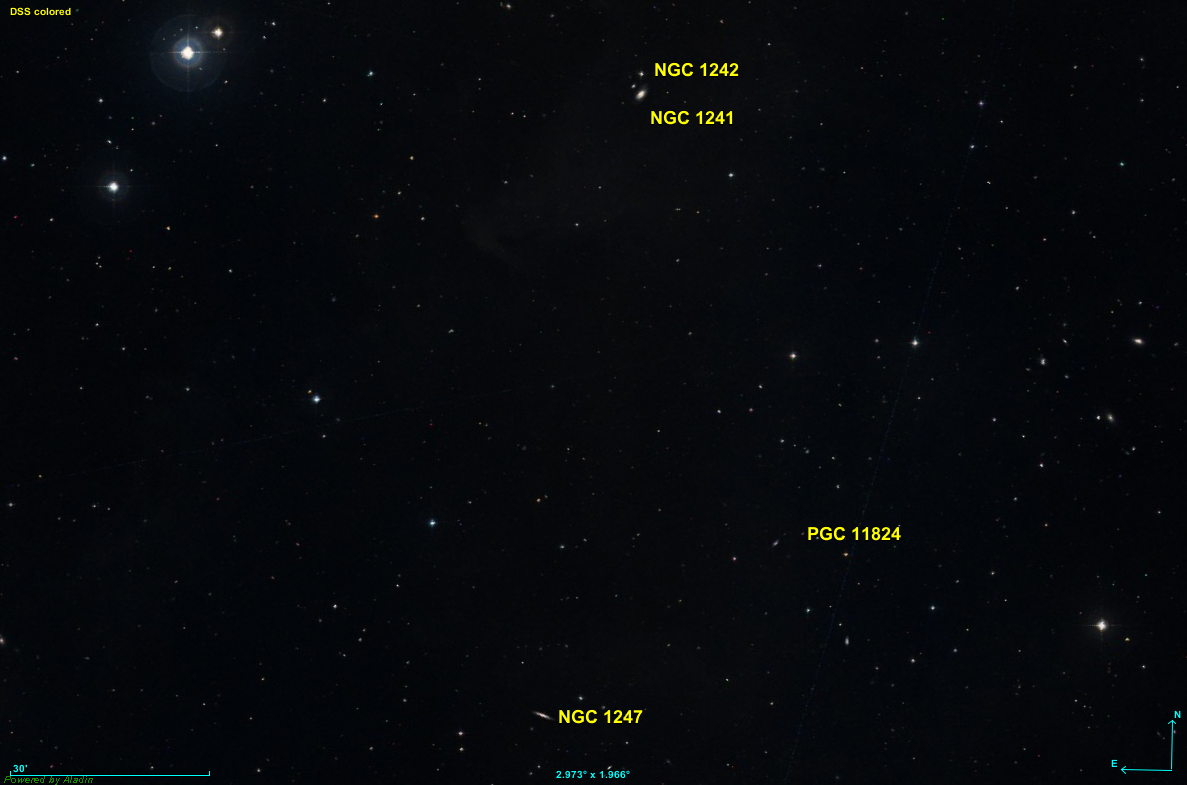
Les galaxies NGC 1241, NGC 1242, NGC 1247 et PGC 11824 font partie du groupe de NGC 1241. La cinquième galaxie de ce groupe est hors du champ de cette image.

NGC 1242 fait partie du groupe de NGC 1241 qui compte au moins 5 membres. Outre NGC 1242 et NGC 1241, les trois autres galaxies du groupe sont NGC 1247, MCG -2-9-6 (PGC 11824) et MK 1071 (PGC 11937).
NGC 1242 et NGC 1241 sont à peu près à la même distance de nous et ils forment probablement une paire de galaxies en interaction gravitationnelle. Ces deux galaxies forment d'ailleurs l'objet ARP 304.